# Dominik Oswald
Dominik Oswald (né le 14 février 1997) est un coureur cycliste allemand, spécialiste du vélo trial. En individuel, il a notamment gagné trois médailles mondiales dont un titre, ainsi que deux médailles aux championnats d'Europe dont un titre. Aux mondiaux par équipes, il a également gagné cinq médailles, dont un titre.

## Palmarès en VTT trial

### Championnats du monde
- Lillehammer-Hafjell 2014
  -  Champion du monde du trial par équipes
  -  Champion du monde du trial 20 pouces juniors
  -  Médaillé de bronze du trial 26 pouces juniors
- Vallnord 2015
  -  Champion du monde du trial 20 pouces juniors
  -  Médaillé d'argent du trial 26 pouces juniors
  -  Médaillé de bronze du trial par équipes
- Val di Sole 2016
  -  Médaillé de bronze du trial par équipes
- Chengdu 2017
  -  Médaillé d'argent du trial 20 pouces
  -  Médaillé d'argent du trial par équipes
- Chengdu 2018
  -  Médaillé d'argent du trial par équipes
  -  Médaillé de bronze du trial 20 pouces
- Chengdu 2019
  -  Champion du monde du trial 20 pouces
- Vic 2021
  -  Médaillé de bronze du trial par équipes
- Abou Dabi 2022
  -  Médaillé de bronze du trial par équipes

### Coupe du monde
- Coupe du monde de VTT trial 20 pouces : deuxième du classement général en 2018, troisième en 2016 et 2021

### Championnats d'Europe
- Berne 2013
  -  Champion d'Europe du trial 20 pouces juniors
- Wałbrzych 2014
  -  Champion d'Europe du trial 20 pouces juniors
- Chies d'Alpago 2015
  -  Champion d'Europe du trial 20 pouces juniors
- Moudon 2018
  -  Médaillé de bronze du trial 20 pouces
- Lucques 2019
  -  Champion d'Europe du trial 20 pouces
- Poprad 2023
  -  Médaillé de bronze du trial 20 pouces